# Нижня Яфа
Султанат Нижня Яфа (араб. سلطنة يافع السفلى, Salṭanat Yāfi ʿ al-Suflā) або Султанат Яфа Бані Афіф (Saltanat Yafa` Bani `Afif) — арабська держава, що існувала на території західної частини нинішньої мухафази Аб'ян в Південному Ємені (з 1681 по 1967). На чолі султанату стояла династія Аль-Афіфі.

## Історія султанату
Територія Султанату Нижня Яфа історично була заселена п'ятьма кланами племені Яфа: Аль-Яхрі (اليهري), Ас-Сааді (السعدي), Аль-Язіда (اليزيدي), Аль-Калад і Сі Нахед. Близько 1681 на чолі цього кланового об'єднання встав рід Аль-Афіфі, глава якого прийняв титул султана.
У 1895 Султанат Нижня Яфа увійшов до складу британського Протекторату Аден.
11 лютого 1959 Султанат Нижня Яфа разом з ще 5 єменськими монархіями увійшов до складу заснованої англійцями Федерація арабських еміратів Півдня, в 1962 перетвореної в Федерацію Південної Аравії.
Монархія була скасована в 1967, а територія султанату увійшла до складу Народної Республіки Південного Ємену.

## Султани Нижньої Яфи
- близько 1681—1700 Афіф
- близько 1700—1720 Кахтана ібн Афіф
- близько 1720—1740 Сайф ібн Кахтана аль-Афіфі
- близько 1740—1760 Маауда ібн Сайф аль-Афіфі
- близько 1760—1780 Галиб ібн Маауда аль-Афіфі
- близько 1780—1800 Абд аль-Карім ібн Галиб аль-Афіфі
- близько 1800—1841 Алі I ібн Галиб аль-Афіфі
- 1841—1873 Ахмад I ібн Алі аль-Афіфі
- 1873—1885 Алі II ібн Ахмад аль-Афіфі
- 1885—1891 Мухсин I ібн Ахмад аль-Афіфі
- 1891—1893 Ахмад II ібн Алі аль-Афіфі
- 1893—1899 Абу Бакр ібн Шаїф аль-Афіфі
- 1899—1916 Абдаллах ібн Мухсин аль-Афіфі
- 1916—1925 Мухсин II ібн Алі аль-Афіфі
- 1925—1958 Айдарус ібн Мухсин аль-Афіфі
- 1947—1949 регент
- 1958 (факт. 1954)-28.08.1967 Махмуд ібн Айдарус аль-Афіфі